# Kirti Chakra
Kirti Chakra (hindi कीर्ति चक्र) – wysokie odznaczenie wojskowe Indii przyznawane przyznawane za waleczność, odważne działania i poświęcenie wykazane poza bezpośrednią walką z przeciwnikiem. Medal może być przyznawany zarówno żołnierzom jak i cywilom, w tym także pośmiertnie. Jest to pokojowy odpowiednik medalu Maha Vir Chakra przyznawanego jedynie w czasie wojny. Zajmuje drugie miejsce w hierarchii indyjskich odznaczeń za odwagę przyznawanych w czasie pokoju, po medalu Ashoka Chakra i przed medalem Shaurya Chakra.

## Historia
Odznaczenie zostało ustanowione jako „Ashoka Chakra, Klasa II” przez Prezydenta Indii 4 stycznia 1952 roku (z ważnością od 15 sierpnia 1947 roku). Statut odznaczenia został zmieniony, a medal otrzymał nową nazwę 27 stycznia 1967 roku.

## Opis
Medal ma okrągły kształt i jest wykonany ze standardowego srebra o średnicy 3,8 cm. Na awersie medalu w centrum znajduje się wytłoczony symbol Czakra Aśoki, otoczony wieńcem lotosu. Na rewersie widnieją wytłoczone słowa KIRTI CHAKRA w języku hindi i angielskim, rozdzielone dwoma kwiatami lotosu. W przypadku odznaczeń sprzed 1967 roku medal jest pusty w środku, z napisem „Ashoka Chakra” w języku hindi wzdłuż górnej krawędzi i tą samą nazwą w języku angielskim wzdłuż dolnej krawędzi. Po obu stronach znajduje się kwiat lotosu.
Wstążka o szerokości 30 mm jest ciemnozielona z dwoma 2-milimetrowymi szafranowymi paskami pośrodku. Jeśli odznaczony ponownie dokona aktu odwagi, który uprawniałby go do otrzymania medalu, ponowne odznaczenie odnotowuje się poprzez przymocowanie okucia do wstążki i baretki w kształcie miniaturowej repliki Czakra Aśoki.

## Statut
Do otrzymania medalu Kirti Chakra są uprawnieni żołnierze wszystkich rang Armii Indyjskiej, Marynarki Wojennej i Sił Powietrznych, Sił Rezerwowych, Armii Terytorialnej, Milicji i innych legalnie utworzonych formacji zbrojnych Indii, członkowie służb medycznych Sił Zbrojnych, funkcjonariusze wszystkich formacji policyjnych i straży pożarnej, a także cywile, którzy wykazali się nadprzeciętnym męstwem w sytuacji innej niż starcie militarne. Odznaczenie może być przyznane pośmiertnie. Każdemu odznaczonemu przysługuje dodatek pieniężny w wysokości 1050 rupii miesięcznie, a od 1 lutego 1999 roku za każde powtórne odznaczenie przysługuje taki sam dodatek jak za otrzymanie medalu po raz pierwszy.